# Matériel roulant du TEC
Cet article dresse une liste du matériel roulant du TEC (Opérateur de transport de Wallonie).

## Autobus (En service)
| Numéros parc | Constructeur             | Modèle                   | Moteur                   | Places                                                     | Mise en service                                | Nombre                   | Remarque                                                                          |
| Direction Brabant Wallon | Direction Brabant Wallon | Direction Brabant Wallon | Direction Brabant Wallon | Direction Brabant Wallon                                   | Direction Brabant Wallon                       | Direction Brabant Wallon | Direction Brabant Wallon                                                          |
| --- | ------------------------ | ------------------------ | ------------------------ | ---------------------------------------------------------- | ---------------------------------------------- | ------------------------ | --------------------------------------------------------------------------------- |
| 6210-6233 | Mercedes-Benz            | Citaro G II              | Mercedes                 | 150+1                                                      | 2009                                           | 24                       |                                                                                   |
| 6235-6254 | Mercedes-Benz            | Citaro G C2              | Mercedes                 | 152+1                                                      | 2014                                           | 20                       |                                                                                   |
| 6314-6318 | Volvo                    | 8900                     | Volvo                    |                                                            | 2014                                           | 5                        | Autocar de 15 m // Rapidobus (1 et 4)                                             |
| 6400-6438 | Mercedes-Benz            | Citaro II                | Mercedes                 | 105+1                                                      | 2009                                           | 39                       |                                                                                   |
| 6640-6650, 6652, 6653 | Renault                  | R312                     | Renault                  | 94                                                         | 1994, 1995, 1996                               | 13 (/50)                 |                                                                                   |
| 6680-6692 | Irisbus                  | Agora S                  | Iveco                    | 109                                                        | 2005                                           | 13                       |                                                                                   |
| 6950-6953 | Vanhool                  | newA309                  | Cummins                  |                                                            | 2015                                           | 4                        | Navettes Rixensart, Genval, La Hulpe                                              |
| 6954-6963 | Heuliez                  | GX137                    | Iveco                    |                                                            | 2018                                           | 10                       | Proxibus                                                                          |
| 6782-6788 | VDL                      | Citea CLF120             | Daf                      | 98+1                                                       | 2011                                           |                          | Ex-TEC Hainaut, Ex-Tec Namur-Luxembourg, Ex-Tec Charleroi                         |
| 6293-6295 | VanHool                  | newAG300                 | Daf                      | 142                                                        | 2007, 2008                                     |                          | Ex-TEC Liège-Verviers                                                             |
| 6296-6297 | VanHool                  | newAG300                 | Daf                      | 138+1                                                      | 2010, 2011                                     |                          | Ex-TEC Charleroi, Ex-TEC Hainaut                                                  |
| 6723-6724 | VanHool                  | NewA360                  | Man                      | 98+1                                                       | 2010                                           |                          |                                                                                   |
| 6695-6698 | Scania                   | Omnicity                 | Scania                   | 90+1                                                       | 2009                                           |                          | Ex-TEC Namur-Luxembourg (4950-4952)                                               |
| Direction Charleroi |                          |                          |                          |                                                            |                                                |                          |                                                                                   |
| 7051,7091 | Heuliez                  | GX137                    | Iveco                    |                                                            | 2018                                           | 2                        | Proxibus de Froidchapelle (R-bus, 7051)                                           |
| 7121-7124 | VDL Jonckheere           | Transit 2000M            | Daf                      | 60                                                         | 2005                                           | 4                        | City-Bus / Midi-Docherie                                                          |
| 7125, 7126 | Heuliez                  | GX127                    | Iveco                    | 60                                                         | 2008                                           | 2                        | City-Bus / Midi-Docherie                                                          |
| 7133-7135 | VDL Jonckheere           | Transit 2000G            | Daf                      | 143+1                                                      | 2006                                           | 2 (/3)                   | Équipés de racks à bagages 7135 muté à Namur fin 2016                             |
| 7140-7150 | VanHool                  | newAG300                 | Daf                      | 142+1                                                      | 2010                                           | 11                       |                                                                                   |
| 7213-7215 | VanHool                  | A330K                    | Man                      | 83                                                         | 2003                                           | 3                        | Auto-école // Ex-TEC Namur-Luxembourg (4313, 4314, 4316)                          |
| 7251-7269 | VanHool                  | A330                     | Man                      | 83                                                         | 2003                                           | 17                       | 7269: ex-TEC Namur-Luxembourg (4315)                                              |
| 7270-7273 | VanHool                  | A330                     | Man                      |                                                            | 2003                                           | 4                        | ex-TEC Hainaut (3814, 3815, 3817, 3818)                                           |
| 7301-7312, 7315-7322, 7325, 7326, 7331, 7332, 7334, 7335, 7339-7341, 7343, 7345, 7346, 7348, 7349, 7351-7353, 7355, 7356, 7358, 7360 | Irisbus                  | Agora S                  | Iveco                    | 109                                                        | 2005                                           | 41 (/60)                 | 7353-7360 équipés de racks à bagages                                              |
| 7361-7366 | VanHool                  | newA309                  | Cummins                  | 58+1                                                       | 2012                                           | 6                        |                                                                                   |
| 7555, 7557-7575, 7577-7593, 7595-7599                                                                                                | Irisbus                  | Citelis 12               | Iveco                    | 101+1                                                      | 2008                                           | 42 (/45)                 |                                                                                   |
| 7701-7719, 7721-7735, 7737-7759 | VDL                      | Citea CLF120             | Daf                      | 98+1                                                       | 2011                                           | 57 (/59)                 |                                                                                   |
| 7801-7830 | Vanhool                  | newA330                  | Cummins                  |                                                            | 2015                                           | 30                       |                                                                                   |
| 7901-7955 | Volvo                    | 7900 Electric Hybrid     | Volvo                    |                                                            | 2017-2018                                      | 55                       |                                                                                   |
| 7960-7985 | Solaris                  | Urbino Hybrid            | Cummins                  |                                                            | 2020-21                                        | 26                       | En cours de livraison                                                             |
| Direction Hainaut |                          |                          |                          |                                                            |                                                |                          |                                                                                   |
| 3101-3143 | VanHool                  | newAG300                 | Daf                      | 142+1                                                      | 2010-2011                                      | 43                       |                                                                                   |
| 3151-3161 | Mercedes-Benz            | Citaro G C2              | Mercedes                 | 152+1                                                      | 2014                                           | 11                       |                                                                                   |
| 3511-3520 | VanHool                  | newAG300                 | Daf                      |                                                            | 2007                                           | 10                       |                                                                                   |
| 3521-3552 | Mercedes-Benz            | Citaro G II              | Mercedes                 |                                                            | 2009                                           | 32                       |                                                                                   |
| 3561-3571 | VanHool                  | AG300                    | Man                      | 149                                                        | 1998                                           | 11                       |                                                                                   |
| 3581-3590 | VanHool                  | AG300                    | Man                      | 142                                                        | 2003                                           | 10                       |                                                                                   |
| 3591-3595 | VDL Jonckheere           | Transit 2000 Geleed      | Daf                      | 143+1                                                      | 2005                                           | 3 (/4)                   | 3591 muté au TEC Namur-Luxembourg (4364)                                          |
| 3721-3735 | VanHool                  | A320                     | Daf                      | 95                                                         | 1999                                           | 15                       |                                                                                   |
| 3751-3757, 3761-3774 | Jonckheere               | S2000T                   | Daf                      |                                                            | 1998, 2000                                     | 21                       |                                                                                   |
| 3781-3783 | Mercedes-Benz            | O405 N2                  | Mercedes                 |                                                            | 2001 (1996 dans l'ancienne société)            | 3                        | Ex-Postauto P25518 (3781), P25598 (3782), P25599 (3783)                           |
| 3784 | Mercedes-Benz            | O405                     | Mercedes                 |                                                            | 2002 (1993 dans l'ancienne société)            | (/2)                     | Ex LVL Jager                                                                      |
| 3801-3833, 3835-3840, 3842 | VanHool                  | A330                     | Man                      | 98                                                         | 2002                                           | 34 (/40)                 | 3814,3815,3817 et 3818 mutés au TEC-Charleroi (7270, 7271, 7272, 7273)            |
| 3851-3898 | VDL                      | Citea CLF120             | Daf                      | 98+1                                                       | 2011-2012                                      | 48                       |                                                                                   |
| 3916-3918 | Mercedes-Benz            | Cito (10 m)              | Mercedes                 | 2000                                                       | 57                                             | 3                        | Mons Intra Muros                                                                  |
| 3921-3925, 3930 | Mercedes-Benz            | Cito (9 m)               | Mercedes                 | 2003                                                       |                                                | 6                        | Mons Intra Muros                                                                  |
| 3926-3929 | Mercedes-Benz            | Cito (8 m)               | Mercedes                 | 2003                                                       |                                                | 4                        | Mons Intra Muros                                                                  |
| 3960, 3962, 3963, 3965, 3966, 3968-3975                                                                                              | VanHool                  | A508F/2                  | Man                      | 61                                                         | 1997-1998                                      | 13 (/17)                 |                                                                                   |
| 3981-3983 | Heuliez                  | GX127                    | Iveco                    | 60                                                         | 2007                                           | 3                        |                                                                                   |
| Direction Liège-Verviers[source insuffisante]                                                                                        |                          |                          |                          |                                                            |                                                |                          |                                                                                   |
| 5130, 5131, 5137, 5138 | Heuliez                  | GX127                    | Iveco                    | 60                                                         | 2008                                           | 4                        | 5137, 5138 ex-Hainaut (3981, 3983) Bus locaux de Huy (102, 103) et Bassenge (101) |
| 5132, 5133 | Mercedes-Benz            | Sprinter                 | Mercedes                 | 11/27                                                      | 2018                                           | 2                        | Proxibus de Juprelle et Seraing                                                   |
| 5136 | Mercedes-Benz            | Sprinter                 | Mercedes                 |                                                            | 2013                                           | 1                        | Bus local de la Basse-Meuse                                                       |
| 5147-5151, 5153-5158, 5160-5174, 5176-5178, 5180-5187, 5189, 5191-5193, 5195, 5200-5212                                              | VanHool                  | A330                     | Man                      | 100                                                        | 2001-2002 (2004)                               | 55 (/67)                 |                                                                                   |
| 5223, 5225 | Man                      | NL262                    | Man                      |                                                            | 2007 (1997-1998 dans leurs anciennes sociétés) | 2 (/3)                   | Bus de seconde main Écolage : 5223, 5225                                          |
| 5231-5321, 5323-5347 | Irisbus                  | Citelis 12               | Iveco                    | 98+1                                                       | 2007-2009                                      | 116 (/117)               | 5307 transformé en bus hybride par Green Propulsion                               |
| 5351-5390 | VDL Jonckheere           | Transit 2000             | Volvo                    | 99+1                                                       | 2009-2010                                      | 40                       |                                                                                   |
| 5391-5412 | VanHool                  | NewA360                  | Man                      | 98+1                                                       | 2010                                           | 22                       |                                                                                   |
| 5420-5505 | VDL                      | Citea CLF120             | Daf                      | 98+1                                                       | 2011-2012                                      | 86                       |                                                                                   |
| 5545-5699 5801-5807 | Solaris                  | Urbino 12 Hybrid         | Cummins                  |                                                            | 2017-2019                                      | 162                      |                                                                                   |
| 5701-5719 | Mercedes-Benz            | Citaro G II              | Mercedes                 | 150+1                                                      | 2009                                           | 19                       |                                                                                   |
| 5720-5738 | VanHool                  | newAG300                 | Daf                      | 138+1                                                      | 2010-2011                                      | 19                       |                                                                                   |
| 5764-5784 | VanHool                  | newAG300                 | Daf                      | 142                                                        | 2007                                           | 21                       |                                                                                   |
| 5785-5800 | Mercedes-Benz            | Citaro G C2              | Mercedes                 |                                                            | 2015                                           | 16                       |                                                                                   |
| 5911-5958 | VanHool                  | AG300                    | Man                      | 142                                                        | 2002-2003                                      | 48                       |                                                                                   |
| | Volvo                    | 7900 S-Charge            |                          |                                                            |                                                |                          |                                                                                   |
| Direction Namur-Luxembourg |                          |                          |                          |                                                            |                                                |                          |                                                                                   |
| 4100-4112, 4114-4156, 4158-4169 | Jonckheere               | S2000T                   | DAF                      | 98 (4100-4119), 91 (4120-4123), 94 (4124-4169)             | 1998                                           | 68 (/70)                 |                                                                                   |
| 4170-4186 | Jonckheere               | S2000T                   | DAF                      | 94 (4170-4183), 91 (4184), 98+1 (4185, 4186)               | 2000                                           | 17                       | 4185, 4186 ex-TEC Brabant-Wallon (6720, 6721)                                     |
| 4230-4233 | Indcar                   | Wing Urbano              | Iveco                    |                                                            | 2013                                           | 4                        |                                                                                   |
| 4240-4243 | VDL                      | MidEuro                  | Mercedes                 |                                                            | 2013                                           | 4                        |                                                                                   |
| 4254 | VanHool                  | A508F/2                  | Man                      | 61                                                         | 1997                                           | 1 (/5)                   |                                                                                   |
| 4257, 4258 | Heuliez                  | GX127                    | Iveco                    | 60                                                         | 2007-2008                                      | 2                        | Roulent uniquement sur la ligne 51 P+R                                            |
| 4260-4262 | VanHool                  | New A309                 | Cummins                  | 58+1                                                       | 2011-2012                                      | 3                        | Roulent uniquement sur la ligne 51 P+R                                            |
| 4290, 4291 | Unvi                     | Cidade                   | Iveco                    |                                                            | 2006                                           | 2                        | Roulent uniquement sur le Telbus                                                  |
| 4300-4304 | VanHool                  | A330                     | Man                      | 98                                                         | 2002                                           | 5                        | Munis de lames automatiques pour les PMR                                          |
| 4305-4316 | VanHool                  | A330K                    | Man                      | 90                                                         | 2002                                           | 8 (/12)                  | 4313-4316 mutés au TEC Charleroi (7213, 7214, 7269, 7215)                         |
| 4320, 4321, 4322 | Irisbus                  | Ares                     | Renault                  | 85                                                         | 2004, 2006                                     | 2 + 1                    | 4322, car de seconde main Bus Express (88)                                        |
| 4323, 4324-4328 | Irisbus                  | Arway                    | Iveco                    |                                                            | 2006                                           | 1 + 5                    | 4323, car de seconde main Bus Express (56, 88)                                    |
| 4330-4340 | Irisbus                  | Crossway                 | Iveco                    | 83                                                         | 2010                                           | 11                       | Bus Express (56)                                                                  |
| 4350-4364 | VDL Jonckheere           | Transit 2000 Geleed      | Daf                      | 143+1                                                      | 2005                                           | 15                       | 4364 ex-TEC Hainaut 3591                                                          |
| 4372 | Mercedes                 | Citaro G                 | Mercedes                 | 140                                                        | 2006                                           | 1 (/3)                   |                                                                                   |
| 4380-4385, 4386 | Mercedes                 | Citaro G II              | Mercedes                 | 150+1                                                      | 2009, 2012                                     | 6 + 1                    |                                                                                   |
| 4390-4394 | Mercedes                 | Citaro G C2              | Mercedes                 | 152+1                                                      | 2014                                           | 5                        |                                                                                   |
| 4400-4411, 4413 | Irisbus                  | Citelis 12               | Iveco                    | 98+1                                                       | 2008-2009                                      | 13 (14)                  |                                                                                   |
| 4450-4495 | VDL Jonckheere           | Transit 2000             | Volvo                    | 104+1                                                      | 2008                                           | 46                       |                                                                                   |
| 4500-4590 | VDL Jonckheere           | Transit 2000             | Volvo                    | 104+1 (4500-4547), 99+1 (4548-4590)                        | 2009-2010                                      | 91                       |                                                                                   |
| 4600-4629, 4630 | VDL                      | Citea CLF120             | Daf                      | 98+1                                                       | 2010-2011, 2012                                | 31                       | 4630 arrivé en 2012 (remplacement 4411 incendié)                                  |
| 4853, 4856, 4865, 4869, 4871, 4873, 4880, 4883, 4886, 4894                                                                           | Jonckheere               | Transit                  | Volvo                    | 98 (4850-4875), 94 (4876-4886, 4893, 4894), 87 (4887-4892) | 1994-1995                                      | 10 (/45)                 |                                                                                   |
| 4912 | Renault                  | R312                     | Renault                  | 94                                                         | 1995-1996                                      | 1 (/34)                  |                                                                                   |
| 4950-4952 | Scania                   | Omnicity                 | Scania                   | 90+1                                                       | 2009                                           | 3                        | Roulent au bioéthanol                                                             |

## Autobus déclassés ou plus en service
| Numéros parc                                                                                          | Constructeur             | Modèle                   | Moteur                   | Places                                                    | Mise en service                                | Nombre                   | Remarque                                    |  |
| Direction Brabant Wallon                                                                              | Direction Brabant Wallon | Direction Brabant Wallon | Direction Brabant Wallon | Direction Brabant Wallon                                  | Direction Brabant Wallon                       | Direction Brabant Wallon | Direction Brabant Wallon                    |  |
| --- | ------------------------ | ------------------------ | ------------------------ | --------------------------------------------------------- | ---------------------------------------------- | ------------------------ | ------------------------------------------- |  |
| 6200-6204                                                                                             | VanHool                  | AG300                    | Man                      | 142                                                       | 2004                                           | 5                        |                                             |  |
| 6301-6313                                                                                             | Irisbus                  | Arway                    | Iveco                    | 81+1                                                      | 2006                                           | 13                       | Rapidobus (1,2,3,4,5,6), 22                 |  |
| 6600-6630, 6651, 6659 6654-6658 HS                                                                    | Renault                  | R312                     | Renault                  | 94                                                        | 1994, 1995, 1996                               | 37 (/50)                 |                                             |  |
| 6670                                                                                                  | Irisbus                  | Ares                     | Renault                  |                                                           | 2004                                           | 1                        | Rapidobus (4)                               |  |
| Direction Charleroi                                                                                   |                          |                          |                          |                                                           |                                                |                          |                                             |  |
| 7313, 7314, 7323, 7324, 7327-7330, 7333, 7336-7338, 7342, 7344, 7347, 7350, 7354, 7357, 7359          | Irisbus                  | Agora S                  | Iveco                    | 109                                                       | 2005                                           | 19 (/60)                 | 7354, 7357, 7359 équipés de racks à bagages |  |
| 7556, 7576, 7594                                                                                      | Irisbus                  | Citelis 12               | Iveco                    | 101+1                                                     | 2008                                           | 3 (/45)                  |                                             |  |
| 7601-7685                                                                                             | VanHool                  | A500/2                   | Caterpillar              | 103                                                       | 1998                                           | 85                       |                                             |  |
| 7720, 7736                                                                                            | VDL                      | Citea CLF120             | Daf                      | 98+1                                                      | 2011                                           | 2 (/59)                  |                                             |  |
| Direction Hainaut                                                                                     |                          |                          |                          |                                                           |                                                |                          |                                             |  |
| 3785                                                                                                  | Mercedes-Benz            | O405                     | Mercedes                 |                                                           | 2002 (1993 dans l'ancienne société)            | 1 (/2)                   | Ex LVL Jager                                |  |
| 3834, 3841                                                                                            | VanHool                  | A330                     | Man                      | 98                                                        | 2002                                           | 2 (/40)                  |                                             |  |
| 3961, 3964, 3967, 3976                                                                                | VanHool                  | A508F/2                  | Man                      | 61                                                        | 1997-1998                                      | 4 (/17)                  |                                             |  |
| Direction Liège-Verviers[source insuffisante]                                                         |                          |                          |                          |                                                           |                                                |                          |                                             |  |
| 5146, 5152, 5159, 5175, 5179, 5188, 5190, 5194, 5196-5199                                             | VanHool                  | A330                     | Man                      | 100                                                       | 2001-2002 (2004)                               | 12 (/67)                 |                                             |  |
| 5224                                                                                                  | Man                      | NL262                    | Man                      |                                                           | 2007 (1997-1998 dans leurs anciennes sociétés) | 1                        | Bus de seconde main : Écolage.              |  |
| 5322                                                                                                  | Irisbus                  | Citelis 12               | Iveco                    | 98+1                                                      | 2007-2009                                      | 1 (/117)                 |                                             |  |
| Direction Namur-Luxembourg                                                                            |                          |                          |                          |                                                           |                                                |                          |                                             |  |
| 4113, 4157                                                                                            | Jonckheere               | S2000T                   | DAF                      | 98 (4100-4119), 91 (4120-4123), 94 (4124-4169)            | 1998                                           | 2 (/70)                  |                                             |  |
| 4250-4253                                                                                             | VanHool                  | A508F/2                  | Man                      | 61                                                        | 1997                                           | 4 (/5)                   |                                             |  |
| 4370, 4371                                                                                            | Mercedes                 | Citaro G                 | Mercedes                 | 140                                                       | 2006                                           | 2 (/3)                   |                                             |  |
| 4412                                                                                                  | Irisbus                  | Citelis 12               | Iveco                    | 98+1                                                      | 2008-2009                                      | 1 (/14)                  |                                             |  |
| 4850-4852, 4854, 4855, 4857-4864, 4866-4868, 4870, 4872, 4874-4879, 4881, 4882, 4884, 4885, 4887-4893 | Jonckheere               | Transit                  | Volvo                    | 98 (4850-4875), 94 (4876-4886, 4893-4894), 87 (4887-4892) | 1994-1995                                      | 35 (/45)                 |                                             |  |
| 4900-4911, 4913-4933                                                                                  | Renault                  | R312                     | Renault                  | 94                                                        | 1995-1996                                      | 33 (/34)                 |                                             |  |

## Tramways
| Numéros parc        | Constructeur        | Modèle              | Moteur              | Places              | Mise en service     | Nombre              | Remarque                 |
| Direction Charleroi | Direction Charleroi | Direction Charleroi | Direction Charleroi | Direction Charleroi | Direction Charleroi | Direction Charleroi | Direction Charleroi      |
| ------------------- | ------------------- | ------------------- | ------------------- | ------------------- | ------------------- | ------------------- | ------------------------ |
| 7400-7454           | BN                  | Type Articulé       | ACEC                | 192                 | 1980-1984           | 44                  | Métro léger de Charleroi |

1. 1 2  [PDF].